# Vézillon
Vézillon is een gemeente in het Franse departement Eure (regio Normandië) en telt 232 inwoners (2004). De plaats maakt deel uit van het arrondissement Les Andelys.

## Geografie
De oppervlakte van Vézillon bedraagt 2,0 km², de bevolkingsdichtheid is 116,0 inwoners per km².
De onderstaande kaart toont de ligging van Vézillon met de belangrijkste infrastructuur en aangrenzende gemeenten.

## Demografie
Onderstaande figuur toont het verloop van het inwonertal (bron: INSEE-tellingen).